# Лягушки-привидения
Лягушки-привидения (лат. Heleophrynidae) — семейство бесхвостых земноводных, обитающих в Африке. Изначально считалось моногенным с единственным родом Heleophryne. В 2008 году южноафриканский герпетолог Дэвид ван Дейк классифицировал Hadromophryne natalensis во второй род Hadromophryne.

## Описание
Это лягушки среднего размера, от 35 до 65 мм, с плоскими телами, позволяющими им прятаться в расщелинах скал. Глаза большие, с вертикальными зрачками. Язык дискообразный. На спине узоры, состоящие из больших пятен на светло-коричневом или зелёном фоне. Обладают очень длинными, относительно своего размера, пальцами с большими Т-образными присосками, благодаря которым цепляются за камни.

## Образ жизни
Обитают на камнях и скалах рядом с горными ручьями и реками. Активны ночью, днём прячутся под камнями и в пещерах.

## Размножение
В брачный период самцы выделяют значительно больше кожной слизи, так как начинают вести более водный образ жизни. Икру откладывают в воду. Из-за их холодной среды обитания головастики развиваются очень медленно, до двух лет. Рядом со ртом у головастиков есть присоска, помогающая им держаться в бурном потоке на каменистой поверхности во время приема пищи.

## Распространение
Эндемики Южной Африки, обитают в горных районах Западно-Капской и Восточно-Капской провинций, в Квазулу-Натал, горах Малути, а также вдоль Драконовых гор и западного Эсватини до северо-восточной части Южной Африки и северного высокогорья Лесото.

## Классификация

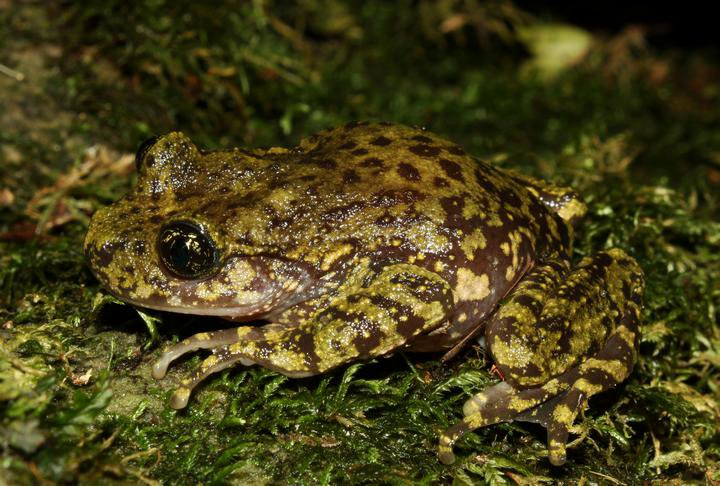
Натальская лягушка-привидение

На февраль 2023 года в семейство включают 7 видов в 2 родах:
- Hadromophryne Van Dijk, 2008
  - Hadromophryne natalensis Hewitt, 1913 — Натальская лягушка-привидение

- Heleophryne Sclater, 1898 — Лягушки-привидения
  - Heleophryne depressa FitzSimons, 1946
  - Heleophryne hewitti Boycott, 1988
  - Heleophryne orientalis FitzSimons, 1946
  - Heleophryne purcelli Sclater, 1898 — Капская лягушка-привидение
  - Heleophryne regis Hewitt, 1910
  - Heleophryne rosei Hewitt, 1925 — Кирпично-зелёная лягушка-привидение